# Fabio Fabbi
Fabio Fabbi, né à Bologne le 18 juillet 1861, mort à Casalecchio di Reno le 24 septembre 1946, est un peintre italien.

## Biographie
Fabio Fabbi a été élève (peinture et sculpture) à l'Académie des beaux-arts de Florence, où il sera nommé professeur en 1893. Il se spécialise dans la peinture orientaliste.
Il expose à la Società promotrice di belle arti de Turin, au Mostre di belle arti de Milan… Il est nommé Cavaliere della corone d'Italia en 1898.
Il a peint un Sacro Cuore pour l'église di Sant'Antonio Abate de Bologne en 1902.
Il a réalisé les médailles commémorant le sixième centenaire de la naissance de Pétrarque en 1904. 
Il meurt le 24 septembre 1946 à Casalecchio di Reno.

## Peintre

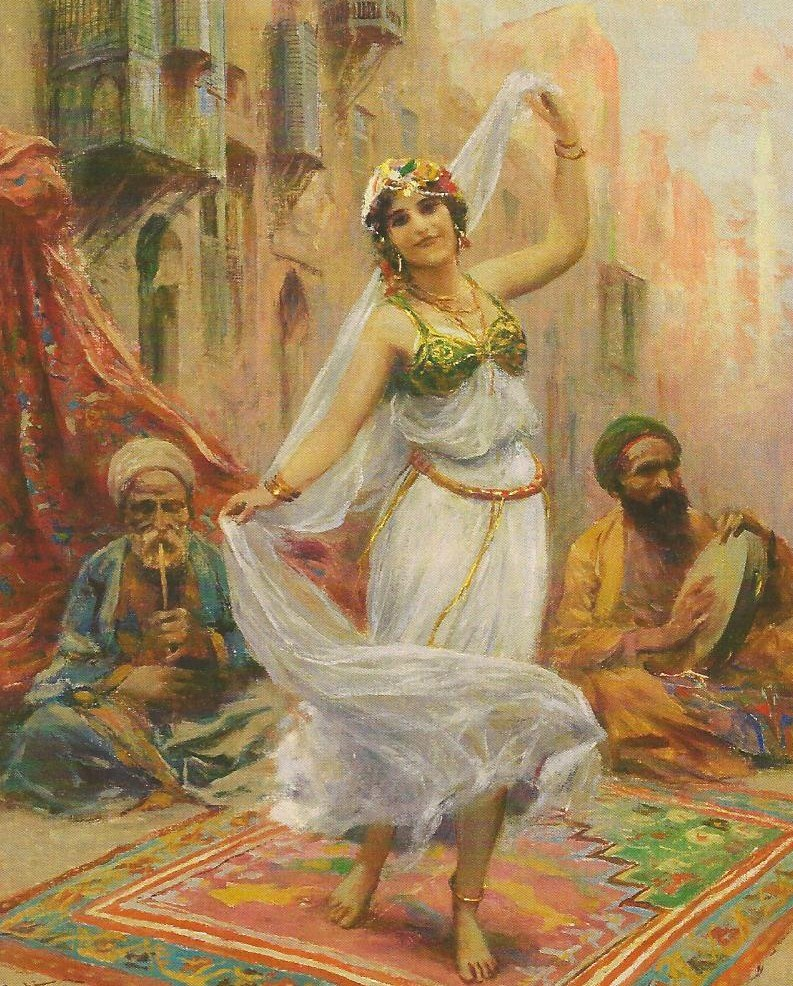

- Morte de Anita [Garibaldi], huile sur toile, 1915-1920, Museo del Risorgimento, Florence[6]
- Marché aux esclaves, huile sur toile, 209x99cm[1]
- Au harem, huile sur toile, 72x110cm[2]
- Danseuse, huile sur toile, 170x100cm[7]
- La Danse, huile sur toile, 46x65cm[8]
- Venditore ambulante di tappeti, huile sur toile, 70x50cm, galleria Parronchi, Florence[9]

## Illustrateur
- Virgilio, L'Eneide (Le avventure di Enea), traduzione di Annibal Caro e volgarizzamento in prosa moderna del Prof. I. M. Palmarini, illustrazioni di F. Fabbi, Nerbini G., Firenze, 1929
- Emilio Salgari, Lo schiavo del Madagascar, romanzo postumo, tratto da trama lasciata dall'autore e pubblicato a cura di Nadir Salgari, con 8 tavole fuori testo di F. Fabbi, Firenze, Marzocco, 1954
- Memorie di Giacomo Casanova, traduzione di G. Beccari, Illustrazioni di Fabio Fabbi, Firenze, Nerbini, 19..
- Garibaldi Menotti Gatti, Fables et contes, avec 100 illustrations par Fabio Fabbi, Bologna, Nicola Zanichelli, s.d.
- Lodovico Ariosto, L'Orlando furioso, testo integrale con l'aggiunta della volgarizzazione in prosa, illustrazioni a colori e a nero di F. Fabbi, Firenze, Nerbini, 1962
- Luigi Settembrini, Ricordanze della mia vita, illustrazioni del pittore F. Fabbi, Firenze, R. Bemporad & F., 1925
- Emilio Salgari, Il tesoro del presidente del Paraguay, avventure illustrate da 10 disegni di F. Fabbi, Milano, RBA Italia, 2011
- Emilio E. Fancelli, Giovanni delle Bande Nere, romanzo storico, illustrato dal pittore Fabio Fabbi, Firenze, Nerbini, 1928
- Louisa May Alcott, Piccoli uomini, traduzione dall'inglese di Assunta Mazzoni ; illustrazioni fuori testo di Fabio Fabbi, Firenze, R. Bemporad e F., 1937
- Edgar Rice Burroughs, Tarzan l'indomabile, 8 tavole fuori testo di F. Fabbi, Firenze, R. Bemporad e Figlio, 1935
- Charles Dickens, Giovanezze belle, traduzione di E. Boghen Conigliani, quattro tavole fuori testo di F. Fabbi, Firenze, R. Bemporad & Figlio, 1922
- Frances Hodgson Burnett, Il Piccolo Lord, Marzocco, 1940
- Jules Verne, L'isola misteriosa, Bemporad, 1921
- Jules Verne, Ventimilo leghe sotto i mari, Bemporad, 1921

## Auteur
- Il cristianesimo. Rivelazione divina, Edizioni Pro Civitate Christiana Assisi, 1949